# Gran Prémio Liberty Seguros
Il Gran Prémio Liberty Seguros, nel 2016 ufficialmente GP Liberty Seguros - Troféu Alpendre, è una corsa a tappe maschile di ciclismo su strada che si svolge in Portogallo ogni anno nel mese di marzo. Creata nel 2009, dal 2015 è inserita nel calendario dell'UCI Europe Tour come classe 2.2.

## Albo d'oro
Aggiornato all'edizione 2016.
| Anno                                                                 | Vincitore            | Secondo         | Terzo            |
| GP de Liberty Seguros - Troféu Sudoeste Alentejano e Costa Vicentina |                      |                 |                  |
| -------------------------------------------------------------------- | -------------------- | --------------- | ---------------- |
| 2009                                                                 | Daniel Eduardo Silva | Rui Costa       | Tiago Machado    |
| 2010                                                                 | Santiago Pérez       | David Blanco    | André Cardoso    |
| 2011                                                                 | Sérgio Ribeiro       | Filippe Cardoso | Samuel Caldeira  |
| 2012                                                                 | Ricardo Mestre       | Sérgio Sousa    | Alejandro Marque |
| GP Liberty Seguros - Volta às terras de Santa Maria                  |                      |                 |                  |
| 2013                                                                 | Delio Fernández      | Lluís Mas Bonet | Eduard Prades    |
| 2014                                                                 | Rafael Silva         | Sérgio Sousa    | Nuno Ribeiro     |
| GP Liberty Seguros - Troféu Sudoeste Alentejano e Costa Vicentina    |                      |                 |                  |
| 2015                                                                 | Ruben Guerreiro      | Paweł Bernas    | Colin Joyce      |
| GP Liberty Seguros - Troféu Alpendre                                 |                      |                 |                  |
| 2016                                                                 | August Jensen        | Will Routley    | Vicente Garcia   |